# Nagari Koto Gadang
Nagari Koto Gadang is een bestuurslaag in het regentschap Agam van de provincie West-Sumatra, Indonesië. Nagari Koto Gadang telt 2237 inwoners (volkstelling 2010).

## Geboren
- Agus Salim (1884-1954), journalist en politicus